# Циммерман, Владимир Андреевич
Владимир Андреевич Циммерман (?—?) — российский естествоиспытатель; доктор философии, действительный член Императорского Вольного экономического общества и других ученых обществ.
В 1847 году В. А. Циммерман получил от Императорского Вольного экономического общества малую золотую медаль за ответное сочинение на задачу о рыбном яде, а в 1851 года был принят в постоянные члены Общества.
Его наиболее известные труды посвящены сельскому хозяйству и домоводству; среди них:
- Наставление к разведению гусей в городе и деревне : Домашняя справочная книга… — СПб.: тип. Королева и К°, 1854. — [4], II, II, 51 с.
- Наставление к откармливанию крупного рогатого скота на убой… — СПб.: тип. Королева и К°, 1854. — [12], IV, 160 с., 9 л. ил.
- Наставление к разведению и содержанию голубей… — СПб.: тип. Королева и К°, 1854. - [10], IV, 123 с.
- Рабочий вол : Наставление, как воспитывать молодой рогатый скот… — СПб.: тип. Королева и К°, 1854. - XII, 79 с.
- Наставление к разведению раков… — СПб.: тип. Королева и К°, 1855. - [8], IV, 56 с
- Руководство к разведению сахарной свекловицы. — Киев, 1860

Им был также написаны сочинения:
- На память старым и юным лицеистам…: [Юбилей директора Александровского лицея Н. И. Миллера 24-го марта 1868 г.]. — СПб.: тип. Хотинского, 1868. — 39 с.
- Подвиги русских людей в Польше : Материалы для истории Пол. восстания 1830 г. — СПб.: печатано в тип. Деп. уделов, 1869. — 63 с.
- Биографический очерк матери Петра Великого царицы Наталии Кирилловны (впервые в Санкт-Петербургских ведомостях. — 1845. — № 257—260).